# Конституція Франції
Конституція Франції (фр. Constitution française) — основний закон Французької республіки.

## Коротка історія
Формування конституційної традиції у Франції розпочалося в період Французької революції та до повалення Луї-Філіппа. За ці 59 років відбулося апробування багатьох конституційних моделей: система асамблеї (régime d'assemblée), авторитаризм, конституційна монархія, парламентська система.
Перша французька конституція була прийнята під час Французької революції, 3 вересня 1791 року. За якобінської диктатури була прийнята, але не набула чинності Конституція I року.
Режим Директорії був встановлений конституцією III року. Після приходу до влади Наполеона була прийнята Конституція VIII року. Режим довічного консульства був встановлений Конституцією X року, Перша Імперія — Конституцією XII року. Після Реставрації була прийнята Хартія 1814 року. Під час Ста днів Наполеон затвердив альтернативну хартію.
Липнева монархія була заснована на Конституційній хартії 1830 року. У результаті революції 1848 року була прийнята Конституція Другої республіки, яку незабаром змінила Конституція 1852 року. Після падіння Другої імперії та недовгого періоду коливань між монархією і республікою Третя республіка була встановлена Конституційними законами 1875 року.
10 липня 1940 року Національні збори Франції прийняли конституційний закон про передачу влади маршалу Петену. Після Визволення в 1946 році була прийнята Конституція Четвертої Республіки.
На сьогоднішній день у Франції діє Конституція 1958 року, прийнята з ініціативи Шарля де Голля. Ця конституція проголосила так звану П'яту республіку. Конституція П'ятої Республіки була розроблена молодими членами Державної Ради під керівництвом міністра юстиції Мішеля Дебре. За цією конституцією було затверджено пост Президента, що обирається прямим загальним голосуванням, а також Прем'єр-міністра, який очолює Уряд. Таким чином з конституцією 1958 року Франція еволюціонувала з парламентського режиму з посиленою президентською владою до режиму «напівпрезидентської» республіки.
У 1962 року пройшов референдум, на якому громадяни Франції схвалили пропозицію де Голля обирати Президента країни безпосередньо народом. З тих пір питання такого роду на референдум не виносилися.
У 2000 році парламент проголосував за поправку до Конституції, яка скоротила тривалість одного терміну правління президента з 7 до 5 років. Фактично в такому вигляді Конституція почала діяти з 2002 року — часу переобрання Жака Ширака на президентський пост.
21 липня 2008 року французький парламент з перевагою всього в один голос схвалив пропозицію президента Ніколя Саркозі про внесення у текст основного Закону ряду поправок. Зокрема, вони передбачали обмеження терміну президентської влади (не більше двох п'ятирічних термінів підряд).
Поправки остаточно набули чинності 1 жовтня 2008 року, за кілька днів до 50-річчя Конституції П'ятої Республіки (4 жовтня).

## Список конституцій Франції
Загалом у Франції було прийнято 16 текстів конституційних законів з часу конституції 1791 року до діючої дотепер:
- Конституція 1791 року (Constitution de 1791), проголосила конституційну монархію (3 вересня 1791); зміни до конституції 22 вересня 1792 року, монархію скасовано й проголошено Першу республіку;
- Конституція I року (Constitution de l'an I), промульгована (24 червня 1793), але ніколи не введена в дію ;
- Конституція III року (Constitution de l'an III), проголосила Директорію (5 фруктидора III року або 22 серпня 1795) ;
- Конституція VIII року (Constitution de l'an VIII), проголосила Консулат (22 фрімера VIII року або 13 грудня 1799) ;
- Конституція X року (Constitution de l'an X), змінила Консулат, який став пожиттєвим — (16 термідора X року або 2 серпня 1802) ;
- Конституція XII року (Constitution de l'an XII), проголосила Першу імперію (28 флореаля XII або 18 травня 1804) ;
- Конституційна хартія від 4 червня 1814 року (Charte constitutionnelle du 4 juin 1814), виголошена Людовиком XVIII до народу, яка відновила, але водночас і обмежила монархію — Реставрація (4 червня 1814) ;
- Додатковий акт до Конституції імперії (Acte additionnel aux constitutions de l'Empire), складений Наполеоном Бонапартом під час Ста днів (22 квітня 1815) ;
- Конституційна хартія від 14 серпня 1830 року (Charte constitutionnelle du 14 août 1830), проголошення Липневої монархії (14 серпня 1830) ;
- Конституція 1848 року (Constitution de 1848), проголошення Другої республіки (4 листопада 1848) ;
- Конституція 1852 року (Constitution de 1852), встановила десятирічну республіку, в якій Президент обирався на десять років; була основою Другої імперії;
- Конституційні закони 1875 року (Lois constitutionnelles de 1875), проголошення Третьої республіки (24 лютого, 25 лютого, 16 липня 1875) ;
- Конституційний закон від 10 липня 1940 року (Loi constitutionnelle du 10 juillet 1940), за яким вся влада перейшла до Петена й було проголошено Французьку державу (l’État français) (10 липня 1940) ;
- Конституційний закон від 2 листопада 1945 року (Loi constitutionnelle du 2 novembre 1945), який проголосив створення Конституанти (l'Assemblée constituante) та тимчасового уряду Французької республіки (2 листопада 1945) ;
- Конституція 1946 року (Constitution de 1946), проголошення Четвертої республіки (27 жовтня 1946) ;
- Конституція 1958 року (Constitution de 1958), проголошення П'ятої республіки (4 жовтня 1958).

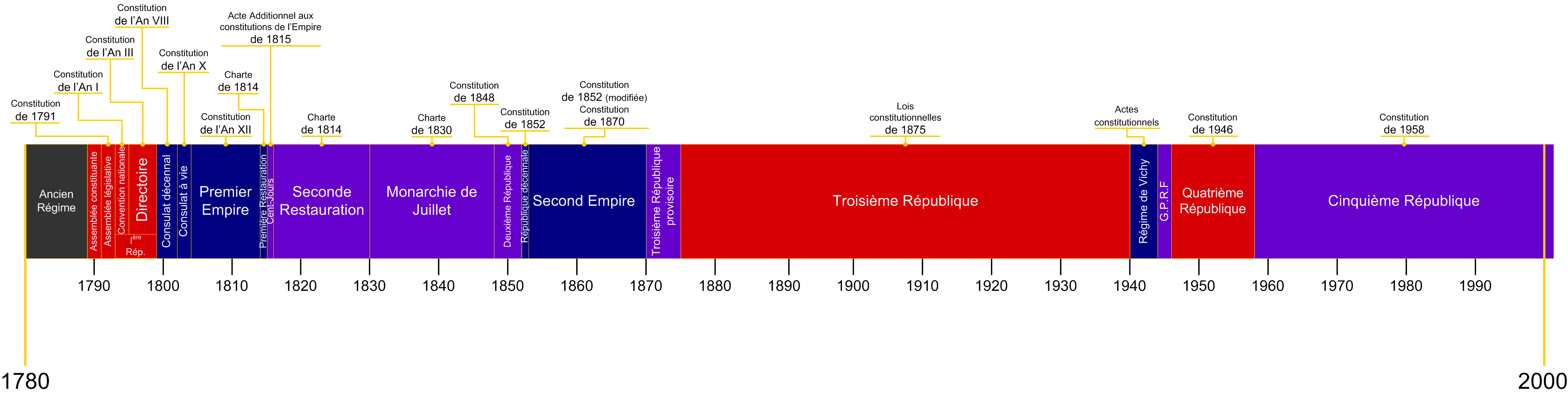
Хронологічна таблиця французьких конституцій

## Проєкти конституцій, які не було прийнято
У Франції за останні двісті років, окрім вже згаданих 16 конституційних законів, було запропоновано ще 6 проєктів конституцій, які не були прийняті й отже не набули чинності.
- Проєкт жирондистської конституції — представлений Жирондою на Національному конвенті 15 лютого 1793 року, не був поставлений на голосування.
- Проєкт сенаторіальної конституції від 6 квітня 1814 року — Сенат Франції, відвернувшись від Наполеона, вирішив розробити власну конституцію та закликав Людовика XVIII| повернутися на трон. Останній відкинув запропонований текст, але на його основі розробив проєкт Конституційної хартії 1814 року.
- Проєкт конституції 29 червня 1815 року — проєкт, запропонований Палатою представників наступного дня після поразки Наполеона під Ватерлоо.
- Проєкт реформи держави Ґастона Думерґа — проєкт, представлений Думерґом у 1834 році.
- Проєкт конституції від 30 січня 1944 року — текст, розроблений Петеном на основі Конституційного закону від 10 липня 1940 року, ніколи не голосувався.
- Проєкт конституції від 19 квітня 1946 року — цей проєкт був відхилений внаслідок референдуму 5 травня 1946 року (53 % голосів проти).